# Dottor Bedlam
Dottor Bedlam è un personaggio dei fumetti creato da Jack Kirby nel 1971, pubblicato dalla DC Comics.
Il suo nome deriva dal Bethlem Royal Hospital che si trova a Londra, uno dei più antichi istituti di salute mentale al mondo.

## Biografia del personaggio
Le origini del Dottor Bedlam sono sconosciute, a parte per il fatto che una volta possedeva un corpo fisico che è stato trasformato in qualche modo in pura energia psionica. Il suo principale nemico è Mister Miracle, che non è mai riuscito a sconfiggere.
Dopo la distruzione di Apokolips e Nuova Genesi il Dottor Bedlam si è trasferito sulla Terra ed è diventato un escapista con il nome di Barone Bedlam, indossando un costume che è il negativo del costume di Mister Miracle.